# Sanne-Kerkuhn
Sanne-Kerkuhn ist eine Ortschaft der Stadt Arendsee (Altmark) im Altmarkkreis Salzwedel in Sachsen-Anhalt, (Deutschland).

## Geografie

### Lage
Sanne-Kerkuhn liegt rund 19 Kilometer östlich von Salzwedel etwas südlich der Bundesstraße 190.

### Ortschaftsgliederung
Zur Ortschaft Sanne-Kerkuhn gehören die Ortsteile Kerkuhn und Sanne.

## Geschichte

### Entstehung von Gemeinde und Ortschaft
Am 20. Juli 1950 wurde die bis dahin eigenständige Gemeinde Kerkuhn nach Sanne eingemeindet.
Die Gemeinde Sanne wurde juristisch am 19. Juli 1990 und statistisch am 1. August 1990 in Sanne-Kerkuhn umbenannt. Am 1. Juli 1994 wurde die Gemeinde Sanne-Kerkuhn in den Altmarkkreis Salzwedel umgegliedert.
Durch einen Gebietsänderungsvertrag beschloss der Gemeinderat der Gemeinde Sanne-Kerkuhn am 27. Mai 2009, dass die Gemeinde Sanne-Kerkuhn mit den Ortsteilen Kerkuhn und Sanne in die Stadt Arendsee (Altmark) eingemeindet wird. Dieser Vertrag wurde vom Landkreis als unterer Kommunalaufsichtsbehörde genehmigt und trat am 1. Januar 2010 in Kraft.
Nach Eingemeindung der bisher selbstständigen Gemeinde Sanne-Kerkuhn wurden Kerkuhn und Sanne Ortsteile der Stadt Arendsee (Altmark). Für die eingemeindete Gemeinde wurde die Ortschaftsverfassung nach den §§ 86 ff. Gemeindeordnung Sachsen-Anhalt eingeführt. Die eingemeindete Gemeinde Sanne-Kerkuhn wurde zur Ortschaft der aufnehmenden Stadt Arendsee (Altmark). In der eingemeindeten Gemeinde und nunmehrigen Ortschaft Sanne-Kerkuhn wurde ein Ortschaftsrat mit fünf Mitgliedern einschließlich Ortsbürgermeister gebildet.

### Einwohnerentwicklung der Gemeinde
| Jahr | Einwohner |
| ---- | --------- |
| 1990 | [00]363   |
| 1995 | [00]335   |
| 1998 | [00]313   |
| 2000 | [00]324   |
| 2002 | [00]315   |
| 2005 | [00]317   |
| 2006 | [00]305   |
| 2007 | [00]308   |
| 2008 | [00]310   |
| 2009 | [00]303   |

## Politik

### Ortsbürgermeister
Jens Reichardt ist Ortsbürgermeister der Ortschaft Sanne-Kerkuhn.
Der letzte Bürgermeister der Gemeinde Sanne-Kerkuhn war Joachim Mikolajczyk.

### Ortschaftsrat
Bei der Ortschaftsratswahl am 9. Juni 2024 gewann die Wählergemeinschaft „Freie Liste“ alle 5 Sitze.
Gewählt wurden zwei Ortschaftsrätinnen und drei Räte. Die Wahlbeteiligung betrug 59,91 Prozent.

## Persönlichkeiten
- Michael Jakobi (* 1618 in Sanne; † 1663 in Lüneburg), Kantor und Kirchenmusiker